# Wormska pogodba (1743)
Wormska pogodba,  politično in vojaško zavezništvo med Veliko Britanijo, Avstrijo in Sardinskim kraljestvom, sklenjeno med avstrijsko nasledstveno vojno, 13. septembra 1743 v Wormsu.

## Uvod
Med avstrijsko nasledstveno vojno so Britanci gledali na Avstrijsko monarhijo predvsem kot na nasprotnico Francije, ki je Britanijo ogrožala na morjih in v kolonijah in je bila nevarna za volilno kneževino Hannover, matično posest angleških kraljev. Spor med pruskim kraljem Friderikom II. in avstrijsko vladarico Marijo Terezijo za Šlezijo se je zdel Britancem odveč in nepotreben, saj so želeli imeti oba med svojimi zavezniki na kontinentu. Potem ko je britanski pogajalec lord John Carteret skušal na pogovorih v Hanauu (julij 1743) odvrniti cesarja Karla VII. od Francozov in mu to zaradi cesarjeve prevelike gospodarske in vojaške šibkosti ni uspelo, je na pogajanjih v Wormsu uspel pritegniti sardinskega kralja Karla Emanuela III.  v protifrancoski tabor in ga vojaško in politično povezati z Marijo Terezijo.
Na pogajanjih med Veliko Britanijo, Avstrijo in Sardinijo v Wormsu je imel Karel Emanuel močan položaj, ker ga je k sodelovanju vabila tudi Francija. Ta mu je v avgustu 1743 za zavezništvo obljubila vojvodino Milano in nekatera druga ozemlja na levem bregu Pada, skupaj z naslovom kralja Lombardije. V Wormsu je tako od Avstrijcev pričakoval še večjo koncesijo. Lord Carteret je bil na njegovi strani. Avstrijci so dolgo oklevali, ker se niso hoteli ločiti od svojih italijanskih posesti. Ko pa so jim pogajalci sardinskega kralja postavili ultimat (če ne dobijo takojšnjega pristanka na svoje pogoje, bodo podpisali zavezništvo s Francozi), so se v stiski zaradi pretečega pruskega napada odločili za podpis pogodbe.

## Vsebina pogodbe
V pogodbi Karel Emanuel III. in Marija Terezija eden drugemu zagotavljata suverenost na ozemljih, ki jih trenutno posedujeta ali naj bi jih posedovala po številnih prejšnjih medsebojnih pogodbah (ki so v dokumentu posamično naštete). Karel Emanuel se odpoveduje svojim zahtevam po vojvodini Milano in Mariji Tereziji priznava nasledstvo v habsburških dednih deželah, t. j. priznava pragmatično sankcijo. V zameno mu Marija Terezija prepušča vrsto italijanskih ozemelj: Vigevano, mesto in del vojvodine Piacenza, del vojvodine Pavia, del dežele Anghiera in svoje pravice v mejni grofiji Finale.
Pogodbeni partnerji so si razdelili tudi vojaške obveznosti: Marija Terezija se je obvezala, da bo v Italiji vzdrževala vojsko 30.000 mož, Karel Emanuel pa 40.000 pešcev in 5.000 konjenikov; Velika Britanija bo v Sredozemlju zadrževala svoje ladjevje in plačevala Karlu Emanuelu letno 200.000 £ denarne pomoči za čas vojne oziroma kolikor časa bo to potrebno (ta vsota je šla na škodo Avstrije, saj naj bi bila odšteta od 500.000 £  letno, ki jih je britanski parlament prejšnje leto namenil Avstriji).
Pogodba je imela tudi tri tajne člene, med katerimi je bil najpomembnejši drugi, v katerem so se pogodbene stranke dogovorile, da bodo, v primeru da bodo Burboni izgnani iz severne Italije, poskušale izriniti Don Carlosa iz Neapeljskega kraljestva; če jim bo to uspelo, bo dobila Marija Terezija Neapelj, Karel Emanuel pa Sicilijo.
Značilna za sardinsko oz. savojsko (danes italijansko) pogajalsko taktiko je postavka, ki govori o mejni grofiji Finale. To grofijo je oče Marije Terezije, Karel VI., leta 1713 prodal Genovski republiki in Marija Terezija do nje ni imela nikakršnih pravic, kar je tudi javno povedala. Kljub temu so savojski pogajalci želeli imeti prepustitev teh pravic vpisano v pogodbo, ker so računali, da jim bo navedba koristila pri naslednjih pogajanjih.

## Posledice
Pogodba je bila vsekakor diplomatska zmaga savojske diplomacije nad avstrijsko. Na Dunaju ni bila sprejeta z odobravanjem. V Parizu so se čutili prevarane. 25 oktobra sta Španija in Francija sklenili v Fontainebleauu t. i. drugi družinski dogovor med  burbonskima državama, v katerem se je Ludvik XV. obvezal, da bo pred začetkom naslednje bojevalne sezone Karlu Emanuelu, Avstriji in Veliki Britaniji napovedal vojno ter da bo v skupno francosko-špansko (gallispan) vojsko prispeval velike sile. S tem je vojna v Italiji dobila povsem nove razsežnosti.